# Idioma chocheño
El chocheño fue una lengua amerindia hablada en diversos poblados de la costa de San Francisco, California en la zona de Richmond-San Pablo hasta Hayward y Freemont. Es una variedad dialectal del idioma costano.
Es una lengua que fue declarada oficialmente muerta en 1920 y que ha sido revitalizado en tiempos recientes, se estima que existen alrededor de 100 hablantes, en su mayoría son personas interesadas en recuperar este idioma indígena.